# Maduvvari
Pour les articles homonymes, voir Maduvvaree.
Maduvvari ou Maduvvaree est une petite île inhabitée des Maldives.

## Géographie
Maduvvari est située dans le centre des Maldives, au Sud de l'atoll Faadhippolhu, dans la subdivision de Lhaviyani. 